# Hoop Training
L'Hoop Training è un trattamento sperimentale per il disturbo dell'immagine corporea sviluppato da Anouk Keizer e colleghi. L'Hoop Training prevede 8 sedute di trattamento e viene erogato a pazienti con anoressia nervosa che presentano un disturbo dell'immagine corporea. Il training prevede la partecipazione ad una breve sessione individuale di 10 minuti.
Durante l'esercizio sono posti davanti alla paziente diversi cerchi flessibili di grandezze diverse. Viene chiesto alle pazienti di indicare quello che meglio rispecchia la circonferenza dei propri fianchi. Una volta indicato le pazienti sono invitate ad entrare all'interno del cerchio e, sollevandolo, valutare se la loro stima era precisa oppure no. L'esercizio si svolge finché la paziente non identifica la circonferenza giusta per i propri fianchi. Possono essere infine confrontati il cerchio scelto inizialmente con quello effettivamente coincidente con le reali dimensioni della paziente. 

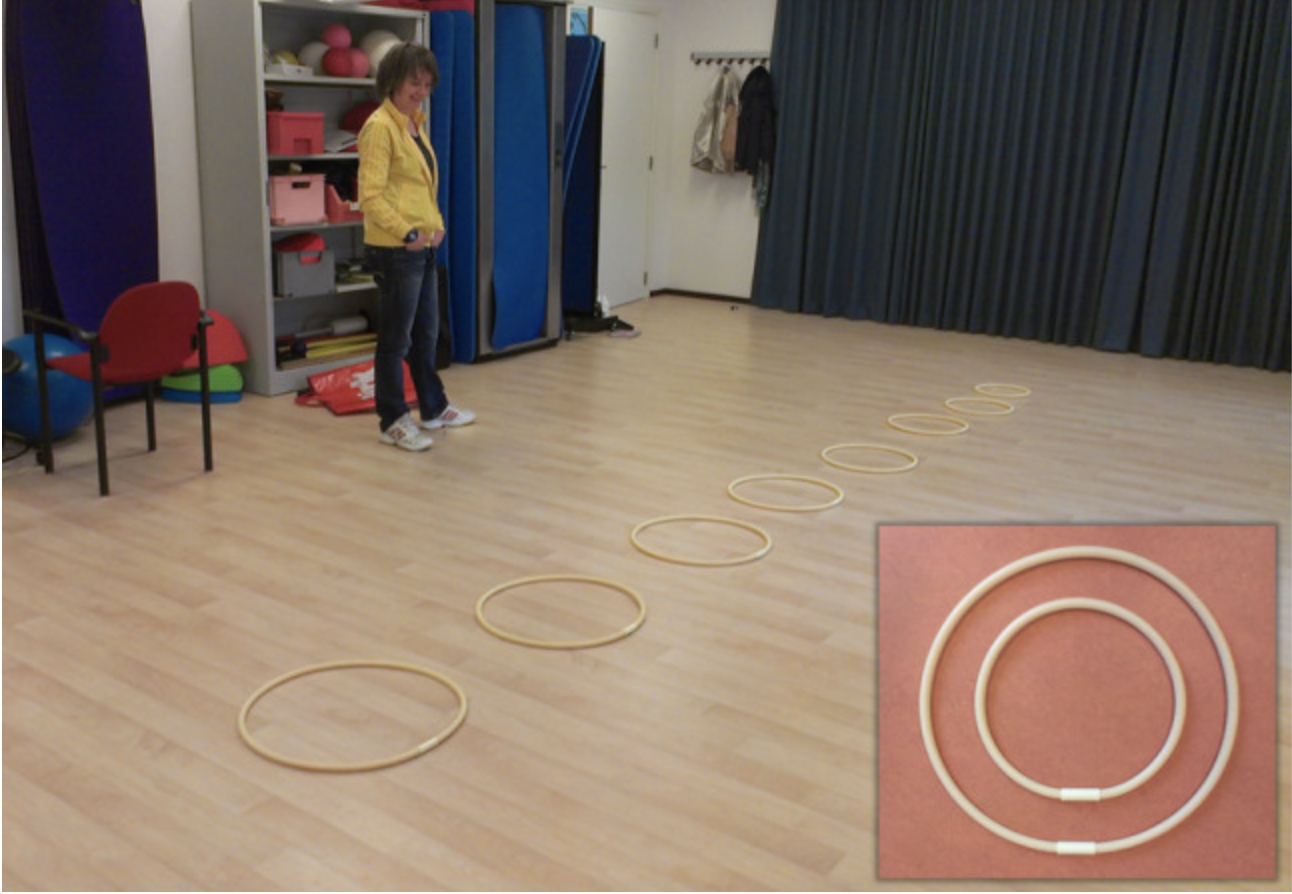
Setting in cui si svolge l'Hoop Training, l'inserto in basso a destra mostra due cerchi in primo piano

Il trattamento è sperimentale e i primi dati di ricerca sono stati pubblicati nel 2019. Dimostrandone una prima efficacia clinica. Il trattamento, come gli stessi autori dichiarano, è sviluppato per poter essere integrato all'interno di un più ampio percorso psicoterapeutico e riabilitativo.